# Liste des districts du Bihar
L'état du Bihar en Inde est organisé en 38 districts :

Les districts du Bihar

## Liste des districts
| Code | District             | Chef-lieu    | Population (2011) | Superficie (km²) | Densité (/km²) | Site web officiel               |
| ---- | -------------------- | ------------ | ----------------- | ---------------- | -------------- | ------------------------------- |
| AR   | Araria               | Araria       | 2 806 200         | 2 829            | 992            | http://araria.bih.nic.in        |
| AW   | Arwal                | Arwal        | 699 563           | 4 839            | 1 099          | http://arwal.bih.nic.in/        |
| AU   | Aurangabad           | Aurangabad   | 2 511 243         | 3 303            | 760            | http://aurangabad.bih.nic.in    |
| BA   | Banka                | Banka        | 2 029 339         | 3 018            | 672            | http://banka.bih.nic.in         |
| BE   | Begusarai            | Begusarai    | 2 954 367         | 1 917            | 1 540          | http://begusarai.bih.nic.in     |
| BG   | Bhagalpur            | Bhagalpur    | 3 032 226         | 2 569            | 1 180          | http://bhagalpur.bih.nic.in     |
| BJ   | Bhojpur              | Arrah        | 2 720 155         | 2 473            | 1 136          | http://bhojpur.bih.nic.in       |
| BU   | Buxar                | Buxar        | 1 707 643         | 1 624            | 1 003          | http://buxar.bih.nic.in         |
| DA   | Darbhanga            | Darbhanga    | 3 921 971         | 2 278            | 1 721          | http://darbhanga.bih.nic.in     |
| EC   | Champaran oriental   | Motihari     | 5 082 868         | 3 969            | 1 281          | http://eastchamparan.bih.nic.in |
| GA   | Gaya                 | Gaya         | 4 379 383         | 4 978            | 880            | http://gaya.bih.nic.in          |
| GO   | Gopalganj            | Gopalganj    | 2 558 037         | 2 033            | 1 258          | http://gopalganj.bih.nic.in     |
| JA   | Jamui                | Jamui        | 1 756 078         | 3 099            | 567            | http://jamui.bih.nic.in         |
| JE   | Jehanabad            | Jehanabad    | 1 124 176         | 1 569            | 1 206          | http://Jehanabad.bih.nic.in     |
| KM   | Kaimur               | Bhabua       | 1 626 900         | 3 363            | 488            | http://kaimur.bih.nic.in        |
| KT   | Katihar              | Katihar      | 3 068 149         | 3 056            | 1 004          | http://katihar.bih.nic.in       |
| KH   | Khagaria             | Khagaria     | 1 657 599         | 1 486            | 1 115          | http://khagaria.bih.nic.in      |
| KI   | Kishanganj           | Kishanganj   | 1 690 948         | 1 884            | 898            | http://kishanganj.bih.nic.in    |
| LA   | Lakhisarai           | Lakhisarai   | 1 000 717         | 1 229            | 815            | http://lakhisarai.bih.nic.in    |
| MP   | Madhepura            | Madhepura    | 1 994 618         | 1 787            | 1 116          | http://madhepura.bih.nic.in     |
| MB   | Madhubani            | Madhubani    | 4 476 044         | 3 501            | 1 279          | http://madhubani.bih.nic.in     |
| MG   | Munger               | Munger       | 1 359 054         | 1 419            | 958            | http://munger.bih.nic.in        |
| MZ   | Muzaffarpur          | Muzaffarpur  | 4 778 610         | 3 173            | 1 506          | http://muzaffarpur.bih.nic.in   |
| NL   | Nalanda              | Bihar Sharif | 2 872 523         | 2 354            | 1 006          | http://nalanda.bih.nic.in       |
| NW   | Nawada               | Nawada       | 2 216 653         | 2 492            | 889            | http://nawada.bih.nic.in        |
| PA   | Patna                | Patna        | 5 772 804         | 3 202            | 1 803          | http://patna.bih.nic.in         |
| PU   | Purnia               | Purnia       | 3 273 127         | 3 228            | 1 014          |                                 |
| RO   | Rohtas               | Sasaram      | 2 962 593         | 3 850            | 763            | http://rohtas.bih.nic.in        |
| SH   | Saharsa              | Saharsa      | 1 897 102         | 1 702            | 1 125          | http://saharsa.bih.nic.in       |
| SM   | Samastipur           | Samastipur   | 4 254 782         | 2 905            | 1 465          | http://samastipur.bih.nic.in    |
| SR   | Saran                | Chhapra      | 3 943 098         | 2 641            | 1 493          | http://saran.bih.nic.in         |
| SP   | Shekhpura            | Shekhupura   | 634 927           | 689              | 922            | http://sheikhpura.bih.nic.in    |
| SO   | Sheohar              | Sheohar      | 656 916           | 443              | 1 882          | http://sheohar.bih.nic.in       |
| ST   | Sitamarhi            | Sitamarhi    | 3 419 622         | 2 199            | 1 491          | http://sitamarhi.bih.nic.in     |
| SW   | Siwan                | Siwan        | 3 318 176         | 2 219            | 1 495          | http://siwan.bih.nic.in         |
| SU   | Supaul               | Supaul       | 2 228 397         | 2 410            | 919            | http://supaul.bih.nic.in        |
| VA   | Vaishali             | Hajipur      | 3 495 249         | 2 036            | 1 717          | http://vaishali.bih.nic.in      |
| WC   | Champaran occidental | Bettiah      | 3 922 780         | 5 229            | 750            | http://westchamparan.bih.nic.in |